# 马纳斯蒂尔会议

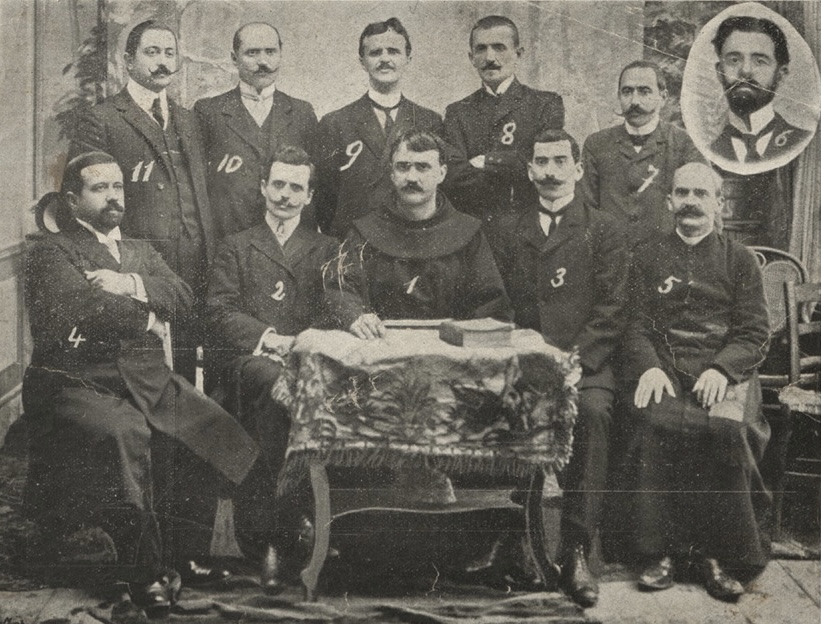
參與馬納斯蒂爾會議的核心人員

马纳斯蒂尔会议是一场于1908年11月14日至22日间在马纳斯蒂尔（今北马其顿比托拉）召开的一場学术研讨会，其目的是研究出一套标准化阿尔巴尼亚字母表。会议召开之前，阿尔巴尼亚语使用了至少六种相差迥异的字母表，还存在很多变体字母表。